# Habronattus roberti
Habronattus roberti es una especie de araña saltadora del género Habronattus, familia Salticidae. Fue descrita científicamente por Maddison en 2017.
Habita en México.